# Doxie Moore
John Doxie Moore (* 13. Februar 1911; † April 1986) war ein US-amerikanischer Basketballtrainer. Er besuchte die Delphi High School in Indiana und später, von 1930 bis 1934, die Purdue University. Bekannt wurde er als Trainer der Sheboygan Red Skins, der Anderson Packers und der Milwaukee Hawks.

## Trainerkarriere
In der Saison 1946/47 wurde er als Trainer der Sheboygan Red Skins, die in der NBL spielten, eingestellt. Die Red Skins beendeten die Saison mit einer Bilanz von 26 bis 18 und erreichten somit die Play-offs. In den Play-offs schieden die Red Skins aber direkt in der ersten Runde gegen die Oshkosh All-Stars aus. In der darauf folgenden Saison begannen die Red Skins weiter mit Moore als Trainer, ersetzten ihn aber im Dezember 1947 durch Spielertrainer Bobby McDermott. Dieser wechselte aber nach nur neun Spielen zu den Tri-Cities Blackhawks und Moore erhielt seinen Posten als Trainer zurück. Die Red Skins beendeten die Saison mit einer enttäuschenden Bilanz und erreichten nicht die Play-offs. Während der NBA-Saison 1949–1950 übernahm er den Trainerposten bei den Anderson Packers und erreichte mit diesen sogar die Semifinals, in denen das Team an den Minneapolis Lakers scheiterte. Danach musste er den Job aufgeben, weil die Packers den Spielbetrieb einstellten. Nach einer Saison nahm er seinen letzten Posten als Trainer bei den Milwaukee Hawks an. Nachdem die Hawks allerdings letzter in der Division wurden und nicht die Play-offs erreichten, wurde er durch Andrew Levane ersetzt.

## Sonstiges
- Er war Commissioner der National Professional Basketball League, die aber nach einer Saison den Spielbetrieb einstellen musste.
- In den 1950ern war er Administrative Assistant von Indiana’s Governor George N. Craig.
- 1978 wurde er in die Indiana Basketball Hall of Fame aufgenommen.